# Disney XD
Disney XD este un post de televiziune prin cablu american deținut de Disney Branded Television și Disney Entertainment, divizii ale Walt Disney Company ce difuzează în principal desene animate pentru copii. Postul a fost lansat la 13 februarie 2009 ca succesor al Toon Disney. Publicul țintă este reprezentat de băieții de toate vârstele. Inițial a fost intenționat pentru băieți cu vârstele de 18 ani sau mai mici, dar a devenit popular și printre adolescenți datorită seriilor originale Aaron Stone, Zeke și Luther sau K-9.